# Sepp Herberger

Estampilla conmemorativa de Alemania por el centenario de su nacimiento.

Josef "Sepp" Herberger (Mannheim, Baden-Wurtemberg, 28 de marzo de 1897-Weinheim, Baden-Wurtemberg, 28 de abril de 1977) fue un jugador y entrenador de fútbol alemán, famoso por ser el entrenador del equipo ganador de la Copa Mundial de Fútbol de 1954, más conocido como Milagro de Berna.
Herberger jugó entre 1921 y 1925 para la selección alemana de fútbol antes de ser nombrado en 1932 asistente del entonces entrenador de la selección alemana de fútbol Dr. Otto Nerz. Herberger lo sucedió en la selección como entrenador de la selección alemana de fútbol después de la eliminación prematura de los Juegos Olímpicos de Berlín 1936. Después de la Segunda Guerra Mundial dirigió al club de fútbol Eintracht Fráncfort.
Aunque en 1933 ingresó al Partido Nacionalsocialista Alemán de los Trabajadores, en 1946 dentro de las acciones de desnazificación se le clasificó como simpatizante.

## Clubes

### Jugador
| Club                   | País           | Año         |
| ---------------------- | -------------- | ----------- |
| Waldhof Mannheim       | Imperio alemán | 1914 - 1921 |
| VfR Mannheim           | Alemania       | 1921 - 1926 |
| Tennis Borussia Berlin | Alemania       | 1926 - 1930 |

### Entrenador
| Club                   | País       | Año         |
| ---------------------- | ---------- | ----------- |
| Tennis Borussia Berlin | Alemania   | 1930 - 1932 |
| Selección de Alemania  | / Alemania | 1936 - 1964 |